# Алексія Путельяс
Алексія Путельяс (ісп. Alexia Putellas; нар. 4 лютого 1994, Мульєт-дал-Бальєс, Каталонія, Іспанія) — іспанська (каталанська) футболістка, півзахисниця та капітан клубу іспанської Прімери «Барселона» та збірної Іспанії. За підсумками 2021 та 2022 року стала найкращою футболісткою світу за версією FIFA та володаркою Золотого м'яча. В 2023 році у складі національної збірної стала переможницею Чемпіонату Світу.

## Статистика

### Статистика клубних виступів
Станом на 31 грудня 2021
| Команда            | Сезон              | Чемпіонат          | Чемпіонат | Чемпіонат | Кубок | Кубок | Суперкубок | Суперкубок | ЖЛЧ   | ЖЛЧ  | ЖЛЧ   | Регіональні | Регіональні | Загалом | Загалом |
| Команда            | Сезон              | Ліга               | Матчі     | Голи      | Матчі | Голи  | Матчі      | Голи       | Матчі | Голи | Матчі | Голи        | Матчі       | Голи    |         |
| ------------------ | ------------------ | ------------------ | --------- | --------- | ----- | ----- | ---------- | ---------- | ----- | ---- | ----- | ----------- | ----------- | ------- | ------- |
| «Еспаньйол»        | 2009–10            | Суперліга Фемініна | 1         | 0         | 0     | 0     | –          | –          | –     | –    | ?     | ?           | 1           | 0       |         |
| «Еспаньйол»        | 2010–11            | Суперліга Фемініна | 24        | 3         | 4     | 1     | –          | –          | –     | –    | ?     | ?           | 28          | 4       |         |
| «Еспаньйол»        | Загалом            | Загалом            | 25        | 3         | 4     | 1     | –          | –          | –     | –    | ?     | ?           | 29          | 4       |         |
| «Леванте»          | 2011–12            | Прімера Дивізіон   | 34        | 15        | –     | –     | –          | –          | –     | –    | –     | –           | 34          | 15      |         |
| «Барселона»        | 2012–13            | Прімера Дивізіон   | 30        | 12        | 5     | 1     | –          | –          | 2     | 0    | 2     | 0           | 39          | 13      |         |
| «Барселона»        | 2013–14            | Прімера Дивізіон   | 30        | 8         | 5     | 2     | –          | –          | 6     | 0    | 2     | 1           | 43          | 11      |         |
| «Барселона»        | 2014–15            | Прімера Дивізіон   | 26        | 6         | 2     | 0     | –          | –          | 4     | 1    | 2     | 1           | 34          | 8       |         |
| «Барселона»        | 2015–16            | Прімера Дивізіон   | 29        | 18        | 3     | 2     | –          | –          | 5     | 0    | 2     | 0           | 39          | 20      |         |
| «Барселона»        | 2016–17            | Прімера Дивізіон   | 28        | 10        | 3     | 0     | –          | –          | 8     | 0    | 2     | 4           | 45          | 14      |         |
| «Барселона»        | 2017–18            | Прімера Дивізіон   | 29        | 9         | 4     | 2     | –          | –          | 4     | 1    | 2     | 0           | 39          | 12      |         |
| «Барселона»        | 2018–19            | Прімера Дивізіон   | 28        | 16        | 2     | 1     | –          | –          | 8     | 1    | 0     | 0           | 38          | 18      |         |
| «Барселона»        | 2019–20            | Прімера Дивізіон   | 20        | 10        | 3     | 1     | 2          | 2          | 6     | 3    | 2     | 2           | 33          | 18      |         |
| «Барселона»        | 2020–21            | Прімера Дивізіон   | 31        | 18        | 3     | 5     | 1          | 1          | 7     | 2    | –     | –           | 42          | 26      |         |
| «Барселона»        | 2021–22            | Прімера Дивізіон   | 14        | 12        | 0     | 0     | 0          | 0          | 5     | 5    | –     | –           | 19          | 17      |         |
| «Барселона»        | Загалом            | Загалом            | 410       | 185       | 30    | 14    | 3          | 3          | 55    | 13   | 14    | 8           | 371         | 157     |         |
| Загалом за кар'єру | Загалом за кар'єру | Загалом за кар'єру | 330       | 137       | 34    | 15    | 3          | 3          | 53    | 12   | 14    | 8           | 434         | 176     |         |

1. ↑  Кубок Каталонії

### Статистика виступів за збірну
Станом на 30 листопада 2021
| Збірна    | Рік     | Матчі | Голи |
| --------- | ------- | ----- | ---- |
| Іспанія   | 2013    | 8     | 1    |
| Іспанія   | 2014    | 7     | 0    |
| Іспанія   | 2015    | 12    | 2    |
| Іспанія   | 2016    | 9     | 3    |
| Іспанія   | 2017    | 14    | 3    |
| Іспанія   | 2018    | 9     | 4    |
| Іспанія   | 2019    | 16    | 1    |
| Іспанія   | 2020    | 6     | 4    |
| Іспанія   | 2021    | 12    | 5    |
| Загалом   | Загалом | 93    | 23   |
| Каталонія | 2014    | 1     | 0    |
| Каталонія | 2015    | 1     | 0    |
| Каталонія | 2016    | 1     | 1    |
| Загалом   | Загалом | 3     | 1    |

| №                      | Дата                   | Місто                                        | Суперник               | Рахунок                | Результат              | Змагання                            |
| Голи за збірну Іспанії | Голи за збірну Іспанії | Голи за збірну Іспанії                       | Голи за збірну Іспанії | Голи за збірну Іспанії | Голи за збірну Іспанії | Голи за збірну Іспанії              |
| ---------------------- | ---------------------- | -------------------------------------------- | ---------------------- | ---------------------- | ---------------------- | ----------------------------------- |
| 1                      | 12 липня 2013          | Лінчепінг Арена, Лінчепінг                   | Англія                 | 3–2                    | 3–2                    | Чемпіонат Європи 2013               |
| 2                      | 10 лютого 2015         | Пінатар Арена, Сан-Педро-дель-Пінатар        | Австрія                | 1–0                    | 2–2                    | товариський матч                    |
| 3                      | 27 жовтня 2015         | Сонера, Гельсінкі                            | Фінляндія              | 1–0                    | 2–1                    | Кваліфікація чемпіонату Європи 2017 |
| 4                      | 24 січня 2016          | Под Малим Брдом, Петровац на Мору            | Чорногорія             | 3–0                    | 7–0                    | Кваліфікація чемпіонату Європи 2017 |
| 5                      | 8 квітня 2016          | Деспортіво-да-Ковілян, Ковілян               | Португалія             | 2–0                    | 4–1                    | Кваліфікація чемпіонату Європи 2017 |
| 6                      | 15 вересня 2016        | Центр футболу Лас-Росас, Лас-Росас-де-Мадрид | Чорногорія             | 12–0                   | 13–0                   | Кваліфікація чемпіонату Європи 2017 |
| 7                      | 30 червня 2017         | Пінатар Арена, Сан-Педро-дель-Пінатар        | Бельгія                | 1–0                    | 7–0                    | товариський матч                    |
| 8                      | 30 червня 2017         | Пінатар Арена, Сан-Педро-дель-Пінатар        | Бельгія                | 3–0                    | 7–0                    | товариський матч                    |
| 9                      | 28 листопада 2017      | Майорка Стадіон, Пальма                      | Австрія                | 1–0                    | 4–0                    | Кваліфікація чемпіонату світу 2019  |
| 10                     | 20 січня 2018          | Пінатар Арена, Сан-Педро-дель-Пінатар        | Нідерланди             | 1–0                    | 2–0                    | товариський матч                    |
| 11                     | 5 березня 2018         | Арена АЕК – Георгіос Карапатакіс, Ларнака    | Чехія                  | 2–0                    | 2–0                    | Кубок Кіпру 2018                    |
| 12                     | 7 червня 2018          | Ла-Кондоміна, Мурсія                         | Ізраїль                | 2–0                    | 2–0                    | Кваліфікація чемпіонату світу 2019  |
| 13                     | 8 листопада 2018       | Естадіо Муніципаль де Бутарке, Леганес       | Польща                 | 2–1                    | 3–1                    | товариський матч                    |
| 14                     | 5 квітня 2019          | Стадіон Вісенте Санц, Дон-Беніто             | Бразилія               | 1–1                    | 2–1                    | товариський матч                    |
| 15                     | 5 березня 2020         | Орландо Сіті Стедіум, Орландо                | Японія                 | 1–0                    | 3–1                    | Кубок SheBelieves 2020              |
| 16                     | 11 березня 2020        | Тойота Стедіум, Фриско                       | Англія                 | 1–0                    | 1–0                    | Кубок SheBelieves 2020              |
| 17                     | 23 жовтня 2020         | Олімпійський стадіон, Севілья                | Чехія                  | 4–0                    | 4–0                    | Кваліфікація чемпіонату Європи 2021 |
| 18                     | 27 листопада 2020      | Центр футболу Лас-Росас, Лас-Росас-де-Мадрид | Молдова                | 7–0                    | 10–0                   | Кваліфікація чемпіонату Європи 2021 |
| 19                     | 10 червня 2021         | Санто-Домінго, Алькоркон                     | Бельгія                | 2–0                    | 3–0                    | товариський матч                    |
| 20                     | 16 вересня 2021        | Торсволлюр, Торсгавн                         | Фарерські острови      | 4–0                    | 10–0                   | Кваліфікація чемпіонату світу 2023  |
| 21                     | 26 жовтня 2021         | Колос, Ковалівка                             | Україна                | 1–0                    | 6–0                    | Кваліфікація чемпіонату світу 2023  |
| 22                     | 25 листопада 2021      | Олімпійський стадіон, Севілья                | Фарерські острови      | 11–0                   | 12–0                   | Кваліфікація чемпіонату світу 2023  |
| 23                     | 30 листопада 2021      | Олімпійський стадіон, Севілья                | Шотландія              | 6–0                    | 8–0                    | Кваліфікація чемпіонату світу 2023  |

## Титули та досягнення

### Командні
«Еспаньйол»
- Володарка Кубка Іспанії (1): 2009–10

 «Барселона»
- Чемпіонка Іспанії (7): 2012–13, 2013–14, 2014–15, 2019–20, 2020–21, 2021–22, 2022–23, 2023-24
- Володарка Кубка Іспанії (7): 2012–13, 2013–14, 2016–17, 2017–18, 2019–20, 2020–21, 2021–22, 2023-24
- Володарка Суперкубка Іспанії (3): 2020, 2022, 2023, 2024
- Переможниця Ліги чемпіонів (2): 2020–21, 2022—23,2023—24
- Володарка Кубка Каталонії (7): 2012, 2014, 2015, 2016, 2017, 2018, 2019

### Збірна
- Володарка Кубку Світу (1): 2023
- Переможниця Ліги націй УЄФА (1): 2024

### Особисті
- Володарка Золотого м'яча: 2021, 2022
- Найкраща футболіска року за версією FIFA: 2021
- Найкраща футболіска року за верісією УЄФА: 2020–21
- Найкраща футболіска року за верісією IFFHS: 2021
- Команда сезону в Лізі чемпіонів УЄФА: 2018–19, 2020–21
- Найкраща півзахисниця сезону Ліги чемпіонів УЄФА: 2020–21
- Найкраща плеймейкер року за верісією IFFHS: 2021
- Найкраща футболістка сезону чемпіонату Іспанії: 2019–20
- Найкраща футболістка фіналу Кубка Іспанії: 2013, 2014, 2021
- Найкраща футболістка збірної Іспанії: 2021
- Команда сезону в чемпіонаті Іспанії: 2015–16, 2018–19